# Bernardo Prudencio Berro
Bernardo Prudencio Berro y Larrañaga (Montevideo, 28 aprile 1803 – Montevideo, 19 febbraio 1868) è stato un politico e scrittore uruguaiano.
È stato Presidente dell'Uruguay dal 15 febbraio al 1º marzo 1852 e dal 1º marzo 1860 al 1º marzo 1864.

## Biografia
Figlio di un commerciante spagnolo originario di Uztárroz e di madre basca, Berro crebbe sotto la tutela dello zio Dámaso Antonio Larrañaga, fondatore della Biblioteca nazionale dell'Uruguay e futuro vicario apostolico di Montevideo. Tra il 1825 ed il 1828 prese parte alla rivolta guidata da Juan Antonio Lavalleja e dai Trentatré Orientali contro il Brasile che anni prima aveva occupato la Banda Oriental. 
Una volta raggiunta la completa indipendenza dell'Uruguay nel 1830, Berro entrò nelle file del Partito Nazionale. Nel 1836 combatté contro le milizie dell'ex presidente colorado Fructuoso Rivera nella battaglia di Carpintería. Nel medesimo anno fu eletto deputato per il dipartimento di Maldonado. A seguito della caduta di Manuel Oribe, Berro lascerà l'Uruguay per il Brasile, salvo poi tornare nel pieno della Guerra Grande per dar man forte al governo blanco del Cerrito istituito durante l'assedio di Montevideo.
Una volta terminato il conflitto fu eletto senatore per il dipartimento di Minas e successivamente nominato presidente della Camera Alta, incarico che gli permetterà nel 1852 di reggere il potere esecutivo per quindici giorni tra la presidenza di Suárez e quella di Giró. Durante il mandato di quest'ultimo fu nominato Ministro per gli Affari Esteri. Nel 1853 Giró fu rovesciato da una rivolta promossa da alcuni esponenti di spicco dei colorados. Berro cercò quindi di restaurare il presidente decaduto unendosi ad una controrivoluzione che tuttavia fallì. Nel 1856 fu eletto senatore per il dipartimento di Maldonado e nominato in seguito presidente del Senato. Il 1º marzo 1860 l'Assemblea Generale lo elesse Presidente della Repubblica.

### La presidenza
Durante la sua presidenza Berro cercò di sviluppare la debole economia nazionale codificando il commercio e la finanza, diminuendo i dazi sulle importazioni, favorendo l'ingresso di capitali stranieri, tenendo sotto stretto controllo il debito pubblico e istituendo nel 1862 un nuovo sistema monetario nazionale. Sotto il suo mandato si verificò inoltre il boom della produzione laniera, favorita dal crollo dell'esportazione cotoniera statunitense dovuta alla guerra di secessione e dalla sempre minor economicità della tradizionale produzione di cuoio. 
Berro promosse inoltre una serie di politiche volte a tutelare l'indipendenza nazionale ad affermare l'ancora debole identità del paese. Stretto infatti tra due potenti vicini il governo blanco uruguaiano cercò da un lato di limitare l'influenza brasiliana nel nord fondando la città di Ceballos e accogliendo gli schiavi in fuga dalle piantagioni, dall'altro si astenne dal parteggiare nelle lotte tra unitarios e federales argentini. Particolare infine fu il conflitto che si scatenò tra Berro e la chiesa cattolica, che aveva proibito la sepoltura di un amico del presidente a causa del suo coinvolgimento nella massoneria locale. Dopo una lunga serie di diatribe il governo decise di risolvere la situazione secolarizzando i cimiteri che passarono così sotto la gestione statale.
Il 19 marzo 1863 il caudillo colorado Venancio Flores penetrò in Uruguay e diede il via ad una rivoluzione volta a rovesciare l'ordine costituito. Il governo uruguaiano, a causa di liti interne, importanti defezioni ed incomprensioni con lo stato maggiore dell'esercito, non riuscì a reprimere il moto insurrezionale e nel giro di pochi mesi la situazione interna precipitò. Nel marzo 1864, vista l'eccezionalità della situazione, una volta terminato il mandato di Berro il potere fu affidato al presidente ad interim Atanasio Cruz Aguirre. Dopo la conquista di Montevideo da parte di Flores e dei suoi alleati brasiliani, l'ex presidente blanco divenne uno degli oppositori più celebri del caudillo colorado che nel frattempo aveva instaurato una dittatura e dichiarato guerra al Paraguay. Durante la dittatura Berro si ritirò nella sua piccola dimora di campagna di Manga, dove si dedicò a lavorare la terra.

## L'assassinio
Il 19 febbraio 1868, quattro giorni dopo la fine del mandato di Flores, Berro promosse una sommossa che sarebbe dovuta culminare con la presa del fortino di Montevideo, sede del governo uruguaiano dove nel frattempo il presidente ad interim Pedro Varela stava accogliendo una delegazione brasiliana. A causa dell'esiguo numero di uomini coinvolti l'insurrezione fallì e il leader blanco fu arrestato e condotto nel cabildo di Montevideo. Le concitate fasi del fatto avevano attirato e richiamato una folla di curiosi tra i quali figurava anche l'ex presidente Venancio Flores. Quest'ultimo, mentre si stava dirigendo in carrozza verso il fortino, fu assassinato a pugnalate da un gruppo di sicari. Tra le mura del cabildo il presidente Varela mostrò il cadavere di Flores a Berro il quale tuttavia proclamò la propria estraneità al fatto. Poco dopo fu trascinato in una cella ed ucciso in circostanze misteriose con un colpo di pistola. Il corpo fu mostrato alla folla su un carro della spazzatura e infine gettato in una fossa comune del cimitero di Montevideo.